# Chorwacka Brygada Szkoleniowa
Chorwacka Brygada Szkoleniowa (niem. Kroatische Ausbildungs-Brigade, chor. Hrvatska nastavna brigada) - szkoleniowa jednostka wojskowa Wehrmachtu złożona z Chorwatów podczas II wojny światowej.
Zimą 1941/1942 r. został sformowany na terenie Niemiec 369 Chorwacki Uzupełnieniowy Batalion Piechoty, w którym przechodzili szkolenie rekruci przed włączeniem w skład 369 (Chorwackiej) Dywizji Piechoty. Batalion składał się z czterech kompanii piechoty, kompanii łączności i baterii lekkiej artylerii. Zimą 1942/1943 batalion został przeorganizowany w 369 Chorwacki Pułk Uzupełnieniowy. Stacjonował w Stockerau w Austrii. Składał się z trzech batalionów piechoty. 20 kwietnia 1943 przeformowano go w Chorwacką Brygadę Szkoleniową w składzie: I Polowy Batalion Uzupełnieniowy, II Polowy Batalion Uzupełnieniowy, III Polowy Batalion Uzupełnieniowy, 10 kompania przeciwpancerna, 11 kompania łączności, 17 kompania saperów, 18 kompania sztabowa, 12 lekka bateria artylerii i dwie kompanie ozdrowieńców. W brygadzie szkolono rekrutów dla wszystkich jednostek wojskowych Wehrmachtu złożonych z Chorwatów.